# 鍾凱瑩
鍾凱瑩（英語：Charis Chung Hoi Ying，1984年—）， 是香港女性模特兒、演員、紋繡師  ，基督徒。
鍾凱瑩的父母是聾啞人士，父母離異後，曾寄居於兒童之家。鍾凱瑩非常討厭她的母親重男輕女。
她是藝人何基佑的太太，兩人在2011年結婚，也是基督徒。鍾凱瑩和何基佑育有一子清義及一女珊娜。
2024年她參加了TVB舉辦嘅中年好聲音3，成功入圍100強，25年簽約TVB Music Group唱片公司

## 電視劇

#### 港台電視31
- 2018年《手語隨想曲6》

## 綜藝節目
- 2024年《中年好聲音3》
- 2025年《養生之旅》

## 外部連結
- 鍾凱瑩的Instagram帳戶
- 鍾凱瑩的Facebook專頁
- 鍾凱瑩在香港影庫上的簡介